# Acraea legrandi
Acraea legrandi är en fjärilsart som beskrevs av Robert H. Carcasson 1964. Acraea legrandi ingår i släktet Acraea och familjen praktfjärilar. Inga underarter finns listade i Catalogue of Life.